# Szaloncukor
Szaloncukor (eslovaco : salónka, plural salónky ;  literalmente: "dulce de salón", rumano: bomboane de pom) es un tipo de dulce tradicionalmente relacionado con la Navidad en Hungría, en Rumanía y en Eslovaquia.  Es un producto típico húngaro importado y adaptado. Se considera que prácticamente toda la cantidad que se consume en Rumanía es de producción húngara, puesto que la producción rumana de chocolate disminuyó notablemente después de la caída del comunismo. Normalmente está hecho de fondant, recubierto de chocolate y envuelto en un papel de aluminio de color brillante, y luego se cuelga en el árbol de Navidad como decoración.
Cada año, se consume aproximadamente un kilo y medio por hogar durante la época navideña.
La tradición de colgar estos caramelos en el árbol de Navidad empezó en el siglo XIX. Se llamaba szaloncukor porque el árbol normalmente estaba en el salón (szalon en húngaro; Cukor significa "azúcar" o "caramelo"; en eslovaco salón es "salón" y -ka es sufijo diminutivo).
El nombre proviene del germano-austriaco Salonzuckerl, de ahí que el nombre original fuera szalonczukkedli.

## Fabricación
Todo el procedimiento era manual hasta que aparecieron las primeras máquinas de fondant. Las fabricaba la chocolatería Stühmer para la famosa tienda de dulces Gerbaud. Finalmente, la última parte del procedimiento que había que mecanizar era el batido del extremo de la cubierta de papel. Teniendo en cuenta que tiene una forma tan típica que conservar, no se podía omitir esta parte.
Originalmente, los caramelos fondant venían en unos pocos sabores (vainilla y fresa, por ejemplo), pero ahora hay una gran variedad de caramelos, como los de gelatina, coco, avellana y muchos otros sabores. Suele colgarse en el árbol con cuerdas o pequeños ganchos metálicos. Se considera tradicional por parte de los niños vaciar todos los envoltorios del árbol antes de que acabe la temporada.

## Historia

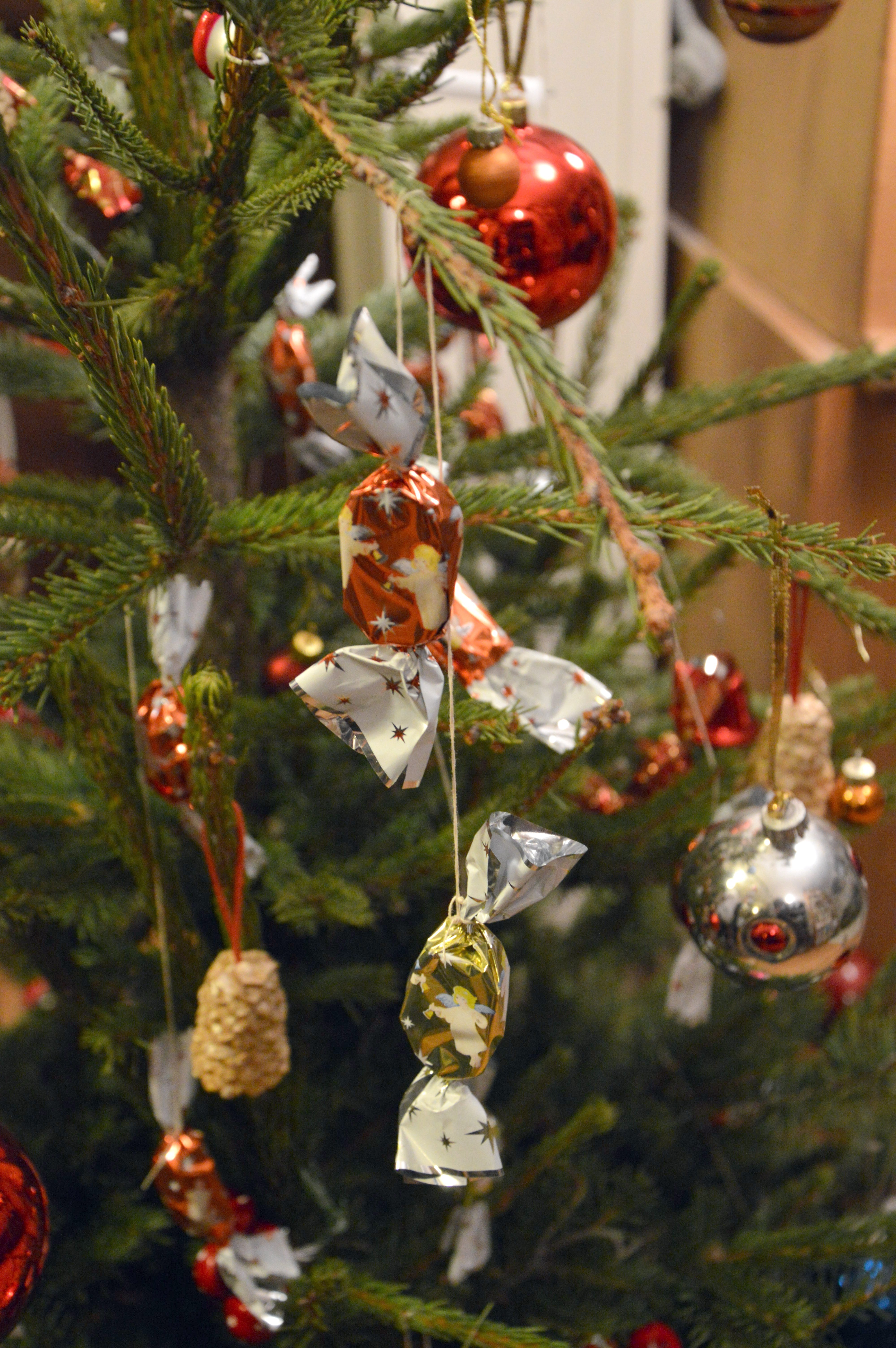
Árbol de Navidad decorado con los caramelos

La primera versión de este postre fondant surgió en el siglo XIV en Francia y se llamaba fondantcukor. La receta se fue modificando a lo largo de la historia de la repostería europea. En el siglo XVII, el pastelero francés Pierre-Andre Manion introdujo la receta del fondantcukor en Alemania.
La popularidad de los caramelos fondant llegó a Hungría cuando los artesanos alemanes emigraron allí en el siglo XIX. Las familias ricas alemanas erigían árboles de Navidad en los vestíbulos de sus casas (llamados salones) y los decoraban con dulces envueltos en papel brillante.
Estos caramelos se fabricaron por primera vez en el siglo XIV en Francia. A principios del siglo XIX llegaron a Hungría a través de intermediarios alemanes. En 1891, el chef y empresario húngaro-francés Hegyesi Joseph acuñó el nombre de Szaloncukor, derivado del caramelo fondant alemán "Salonzuckerl", que significa "Azúcar en los salones".
La producción en serie de caramelos fondant envueltos en envoltorios de papel de aluminio se realizó con máquinas de vapor en 1883 en Hungría, principalmente dedicadas a la creación de pasteles tradicionales de la marca Gerbeaud.
Siguiendo a Gerbeaud como inspiración, la familia de Geza Kugler fundó una fábrica de chocolate en 1886. Los Gerbeaud y los Kugler adoptaron cada uno su propia versión de la receta y publicaron libros de recetas de confitería húngara en el siglo XIX. A finales del siglo XIX, los caramelos se envasaban en bolas de papel de aluminio y papeles de seda de colores.
En 1941, los Kugler abrieron la mayor fábrica de chocolate de Hungría.
En 1951 se fundó en Trebišov, Checoslovaquia (hoy Eslovaquia), la fábrica de chocolate DEVA, que ha estado produciendo uno de los dulces navideños de chocolate más conocidos de Eslovaquia, incluidos los "dulces de salón" (salónky). En la actualidad, DEVA es una marca propiedad de la empresa ChocoSuc Partner s.r.o.